# Mercadotecnia en Internet
La mercadotecnia en Internet, también conocido como marketing en línea, mercadotecnia en línea o marketing online es la teoría y práctica del uso de Internet para promocionar la venta de productos y servicios. Estas estrategias y tácticas de marketing digital se plasman dentro de un plan de mercadotecnia en línea que incluye diferentes técnicas como email marketing, marketing de contenidos, marketing en redes sociales, SEO, SEM, wikimarketing, marketing de influencers y publicidad programática, entre otras.

## Definición y alcance
La mercadotecnia en Internet es un componente del comercio electrónico. Puede incluir la gestión de contenidos, las relaciones públicas, la reputación en línea, el servicio al cliente y las ventas. El comercio electrónico y la propia mercadotecnia digital se han vuelto más populares en la medida en que los proveedores de Internet se están volviendo más accesibles. Más de un tercio de los consumidores que tienen acceso a Internet en sus hogares afirman haber utilizado Internet como medio para realizar sus compras.
Es uno de los cuatro paradigmas de mercadotecnia, según Phillip Kotler, que una empresa debe elegir como base para la aplicación de una estrategia.
Resultado de la aplicación de tecnologías de la información para el mercadeo tradicional.

## Historia
La mercadotecnia en Internet tuvo su origen a inicios de los años 90 en forma de páginas web sencillas, que sólo contenían texto y que ofrecían información de productos. A fines de la década de 1990, surgieron en Estados Unidos los denominados "webmercials" (por la combinación de los términos "comercial" y "web"). La nueva forma de publicitar surgió a partir de la necesidad de los grandes periódicos de competir eficazmente con los crecientes medios enteramente digitales. El paso más reciente en esta evolución fue la creación de negocios completos que operan desde Internet para promover y vender sus productos y servicios.
- Los 90: Los Primeros Pasos del Marketing Digital: La década de los 90 fue crucial para el surgimiento del marketing digital. En este periodo, el internet comenzó a ganar relevancia, y las primeras páginas web emergieron como plataformas de comunicación y promoción. La publicidad digital empezó a dar sus primeros pasos con la inclusión de banners publicitarios en los sitios web. En 1994, el primer banner de internet apareció en la revista HotWired, marcando el inicio de la publicidad digital. El uso del correo electrónico para promocionar productos y servicios también empezó a hacerse popular, aunque en una forma primitiva comparada con las técnicas actuales. A su vez, nacieron los primeros conceptos de SEO, que comenzaban a tomar forma como una estrategia para mejorar la visibilidad en los motores de búsqueda, pero con un enfoque aún rudimentario. El marketing digital en este entonces estaba limitado por la baja penetración de internet y la desconfianza del consumidor en realizar compras en línea.
- Los 2000: La Expansión del Internet y el SEO Profesionalizado: La década del 2000 fue testigo de una expansión masiva del internet, que se consolidó como una herramienta indispensable en la vida cotidiana. En esta etapa, las empresas comenzaron a adoptar la publicidad en motores de búsqueda de manera más estructurada, destacando el lanzamiento de Google AdWords en 2000, que permitió a las marcas conectar de forma más directa con su audiencia mediante anuncios pagados en los resultados de búsqueda. Paralelamente, las redes sociales empezaron a surgir, y en 2004, Facebook revolucionó la forma en que las empresas interactuaban con sus consumidores, promoviendo el uso de herramientas como la segmentación de audiencia. El SEO pasó de ser una técnica incipiente a convertirse en una disciplina establecida, mientras que el email marketing y los blogs se consolidaron como herramientas efectivas para atraer tráfico y generar contenido valioso que mejorara el posicionamiento en buscadores.
- El 2010: El Auge de las Redes Sociales y el Marketing de Contenidos: Desde 2010, el marketing digital experimentó una explosión tecnológica que transformó las estrategias de las marcas. Las plataformas de redes sociales como Instagram, Twitter y LinkedIn se convirtieron en gigantes, ofreciendo a las marcas nuevas formas de conectar con sus audiencias a través de contenido visual y dinámico. El SEO se sofisticó aún más gracias a los avances en los algoritmos de búsqueda, promoviendo una optimización centrada en la calidad del contenido. La creación de blogs, videos, infografías y otros formatos visuales se volvió esencial para atraer y fidelizar clientes. Además, el marketing móvil ganó terreno con el auge de los smartphones. La optimización móvil y el video marketing se establecieron como herramientas clave en la estrategia de marketing digital, y plataformas como YouTube comenzaron a liderar el mercado de contenidos visuales.
- Evolución del 2020 a la Fecha: Transformación Acelerada por la Pandemia y Nuevas Tecnologías: La pandemia de COVID-19 en 2020 aceleró de manera significativa la transformación digital de las empresas, obligándolas a adaptarse rápidamente a un entorno completamente digital. Con el cierre de tiendas físicas y las restricciones de movilidad, el comercio electrónico experimentó un auge sin precedentes, lo que llevó a las marcas a intensificar su presencia en plataformas digitales como redes sociales y email marketing. Este período consolidó la personalización del contenido como un eje central en las estrategias de marketing, buscando ofrecer experiencias más relevantes a los consumidores. Entre 2021 y 2024, la incorporación de inteligencia artificial y automatización permitió a las empresas optimizar sus campañas de manera más eficiente, mientras que el marketing de influencers y el comercio social ganaron fuerza. Para 2025, el marketing digital ha alcanzado un nivel de madurez, con un enfoque en la ética de los datos y la realidad aumentada, que están transformando la experiencia del consumidor. La publicidad digital ahora supera a los medios tradicionales, reflejando la consolidación de un ecosistema digital robusto y eficaz.[5]

## Los 4 ejes de la mercadotecnia en línea
Como comenta el autor Paul Fleming en “Hablemos de la Mercadotecnia Interactiva”, las 4 F's de la mercadotecnia en Internet serían:
- Flujo: Según Fleming, flujo es “el estado mental en que entra un usuario de Internet al sumergirse en una web que le ofrece una experiencia llena de interactividad y valor añadido”.
- Funcionalidad: Según el autor, si el cliente ha entrado en estado de flujo, está en camino de ser captado, pero para que el flujo de la relación no se rompa, queda dotar a la presencia en línea de funcionalidad, es decir, construir páginas teniendo en cuenta las limitaciones de la tecnología. Se refiere a una homepage atractiva, con navegación clara y útil para el usuario.
- Feedback o retroalimentación: Según el autor, la relación se ha comenzado a construir. El usuario está en estado de flujo y además no se exaspera en su navegación. Ha llegado el momento de seguir dialogando y sacar partido de la información a través del conocimiento del usuario. Internet da la oportunidad de preguntar al cliente qué le gusta y qué le gustaría mejorar. En definitiva, dialogar con el cliente para conocerlo mejor y construir una relación basada en sus necesidades para personalizar en función de esto la página después de cada contacto.
- Fidelización: según el autor,  internet ofrece la creación de comunidades de usuarios que aporten contenidos de manera que se establezca un diálogo personalizado con los clientes, quienes podrán ser así más fieles.

## Modelos de Negocio
La Mercadotecnia en Internet está asociado con diversos modelos de negocio. Las principales incluyen el modelo Empresa a Empresa (B2B) y el modelo Empresa a Consumidor (B2C), servicios ofrecidos por una agencia de mercadotecnia en línea. El B2B (por sus siglas en inglés Business to Business) consiste en compañías que hacen negocio unas con otras, mientras que el B2C consiste en vender directamente al consumidor final. Cuando se originó La Mercadotecnia en Internet el B2C fue el primero en aparecer. Las transacciones B2B eran más complejas y llegaron después. Un tercer y no tan común modelo de negocio es el de usuario a usuario (P2P) donde los individuos intercambian bienes entre ellos. Un ejemplo de P2P es BitTorrent, que está construido sobre una plataforma de usuarios que comparten archivos o ficheros.

## Limitaciones
Las limitaciones de la mercadotecnia en Internet pueden crear problemas tanto para compañías como los consumidores. Las conexiones lentas a Internet pueden provocar dificultades. Si las empresas colocan demasiada información en sus páginas web, los usuarios finales pueden tener dificultades para descargar la página. Además, la Mercadotecnia en Internet no permite a los compradores tocar ni probar los productos antes de comprarlos.

## Problemas de seguridad
Tanto para las empresas como para los consumidores que participan de los negocios electrónicos, la seguridad es un tema de importancia. Muchos consumidores tienen dudas sobre si comprar productos en la red porque no confían que al entregar su información personal esta se mantenga privada. Recientemente, algunas compañías que realizan negocios en línea han sido encontradas entregando o vendiendo información de sus propios clientes. Varias de estas empresas poseen garantías en sus páginas web, declarando que la información de sus consumidores se mantendrá en privado. Al vender la información de sus clientes estas compañías rompen sus propios compromisos de privacidad, publicados en sus sitios web. Algunas de las compañías que compran esta información permiten a los usuarios ser quitados de las listas. Sin embargo muchos consumidores desconocen que su información está siendo difundida y no pueden detener la transferencia de información entre compañías. 
Los problemas de seguridad son de gran importancia y las compañías en línea han estado trabajando duro para crear soluciones. El cifrado de los datos es uno de los métodos principales para lidiar con los problemas de privacidad y seguridad en Internet. El cifrado se puede definir como la conversión de datos en cifras codificadas. Estas cifras no pueden ser fácilmente interceptadas a menos que un individuo esté autorizado por el programa o la compañía que realizó en cifrado. En general, cuanto más sólido es el cifrado, mejor es la protección de los datos. Sin embargo, cuanto mejor es el código de ciframiento, más caro se vuelve el cifrado de datos.

## Impacto en la industria
La mercadotecnia en Internet ha tenido un amplio impacto en diversas industrias incluyendo la música, la banca y los mercados de segunda mano. En la industria de la música muchos consumidores han comenzado a comprar y descargar archivos MP3 en Internet en lugar de comprar música en soporte CD. El debate sobre la legalidad de descargar archivos MP3 se ha convertido en una preocupación mayúscula para aquellos en la industria de la música.
La mercadotecnia en Internet también ha afectado a la industria bancaria. Más y más bancos están ofreciendo la posibilidad de realizar operaciones bancarias en línea. Se cree que la banca en línea ha sido atractiva a los consumidores debido a que resulta más conveniente que visitar una agencia bancaria. Actualmente más de 50 millones de adultos en los Estados Unidos utilizan la banca por Internet. La banca en línea es la actividad en Internet de más rápido crecimiento. El incremento en las velocidades de conexión a Internet es la razón principal de este crecimiento. De aquellos individuos que utilizan Internet en Estados Unidos, un 44% realizan operaciones bancarias en la red.

## Marketing 2.0
Marketing 2.0 pretende ser una adaptación de la filosofía de la web 2.0 al marketing, se refiere a la transformación del marketing como resultado del efecto de las redes en Internet. Debe estar centrada en el público y debe existir una interacción entre la campaña de promoción y el público que la recibe y debe cumplir tres requisitos explicados en el manifiesto del marketing 2.0: debe existir un contenido atractivo y un entorno donde el público pueda recibir la información, tanto el contenido que se ofrece como el entorno deben tener interacción con el público, y por último, la campaña debe cumplir con el manifiesto del marketing 2.0.